# Johann Kaspar Füssli

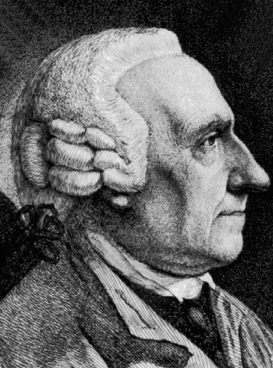
Johann Kaspar Füssli

Johann Kaspar Füssli (ook Johann Fuesslin of Johann Fuessly, Zürich, 9 maart 1743 - Winterthur, 7 mei 1786) was een Zwitsers kunstschilder, entomoloog en uitgever.
Hij was de zoon van Johann Caspar Füssli, van wie hij het vak van kunstschilder vermoedelijk leerde. Füssli was tekenleraar aan het Waisenhaus in Zürich, en later ook boekverkoper. Hij verzamelde insecten en publiceerde daarover in 1775 de Verzeichnis der ihm bekannten Schweitzerischen Inseckten (lijst van Zwitserse insecten).

## Werken
- Verzeichnis der ihm bekannten Schweitzerischen Inseckten. Zürich en Winterthur, 1775. Biodiversity Library
- Magazin für die Liebhaber der Entomologie. 2 delen, 1778, 1779.
- Neues Magazin für Liebhaber der Entomologie. 1781 tot 1786.
- Uitgever van: Archiv der Insectengeschichte. 1781 tot 1786, Archive